# Pont des Wittelsbach

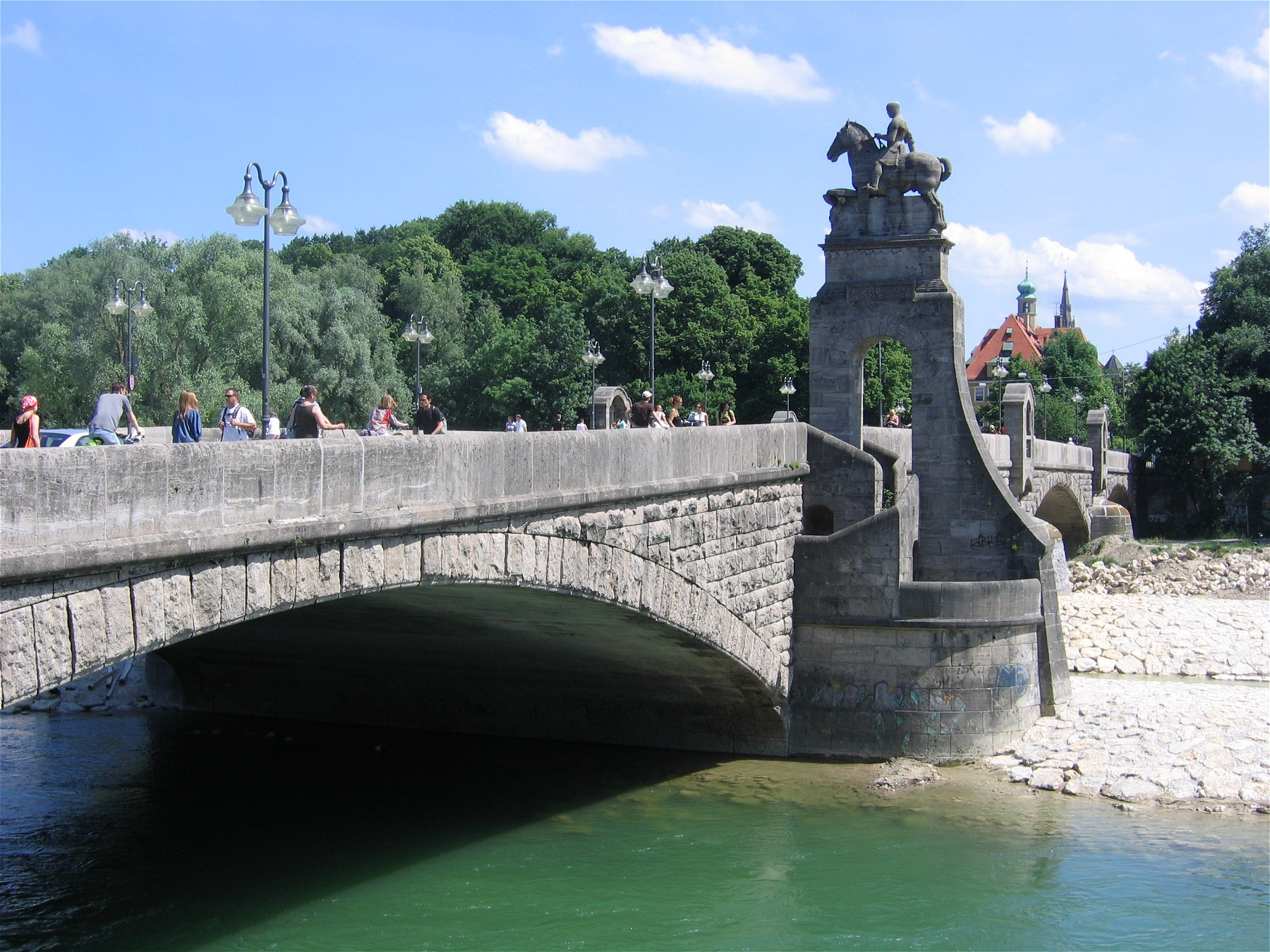
Pont des Wittelsbach vu du sud, vu de la rive ouest

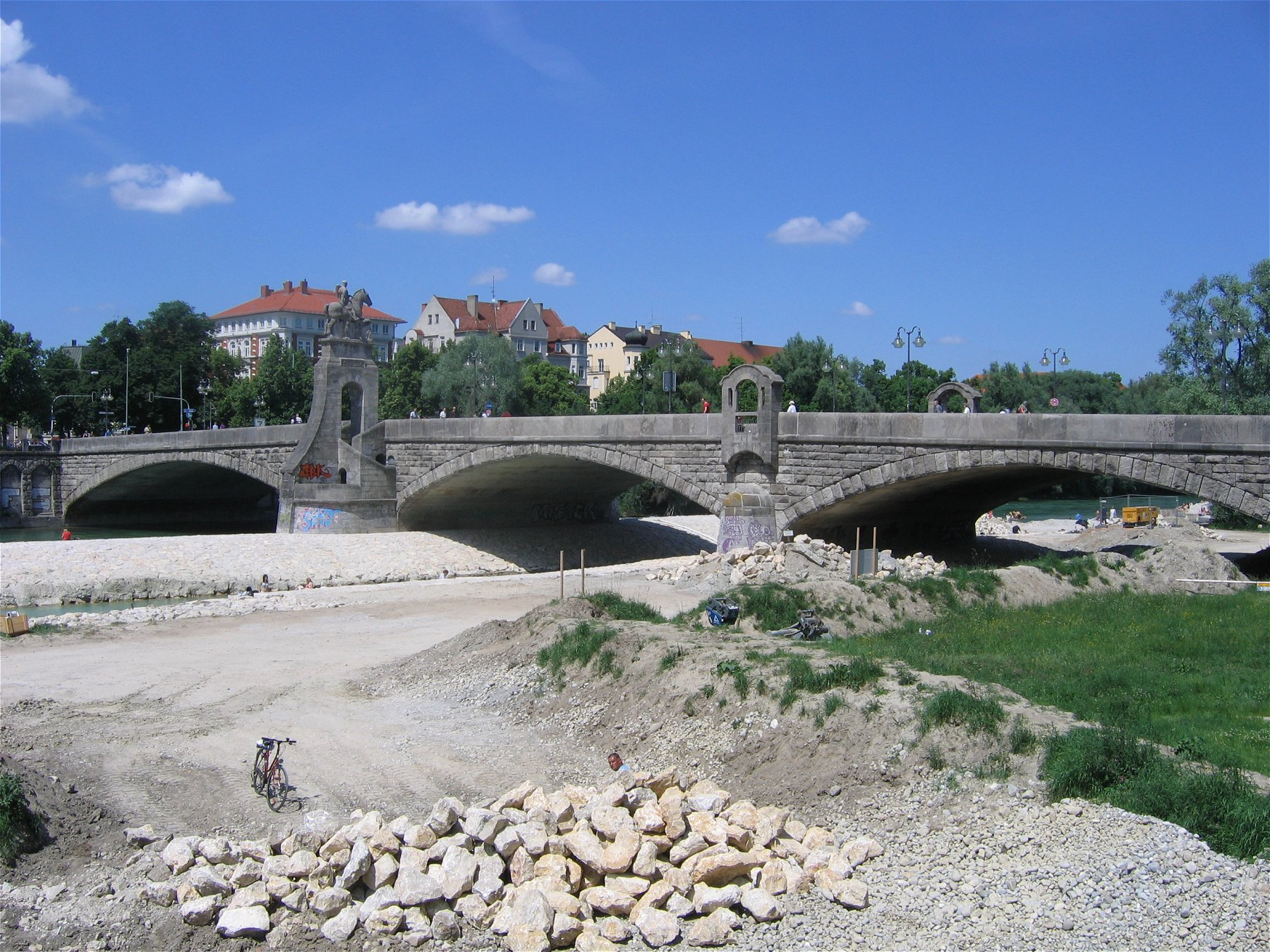
Pont des Wittelsbach de la rive sud / est, travaux de renaturation en juin 2008

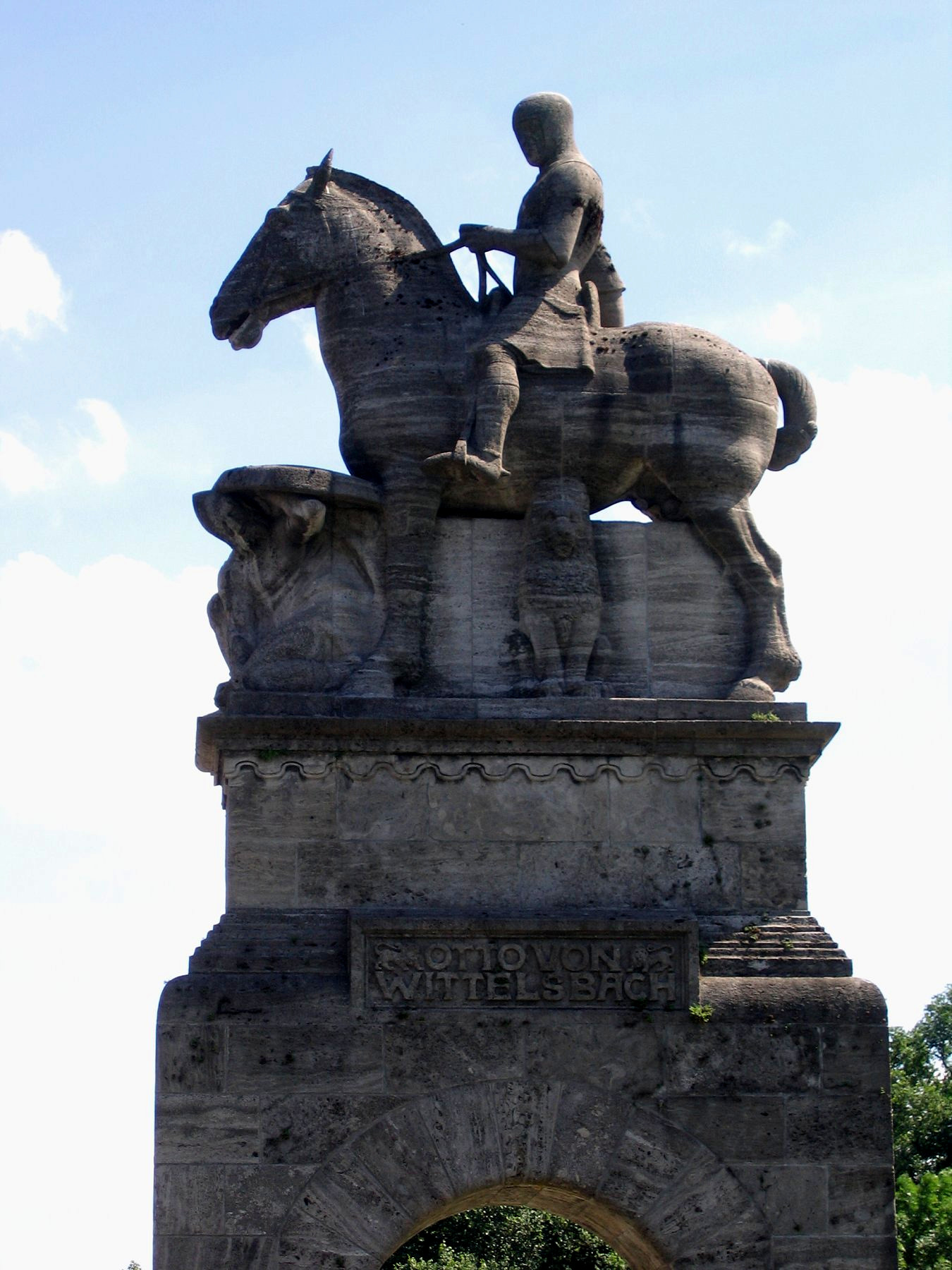
Statue équestre d'Othon Ier, 1905 par Georg Wrba

Le pont des Wittelsbach, qui doit son nom à la famille royale bavaroise des Wittelsbach, est un pont en arc traversant l’Isar à Munich. Le pont des Wittelsbach relie la rive gauche d'Isarvorstadt de l'Isar à la rive droite (Au et Untergiesing). 

## Histoire
Dans le cadre du programme de construction de ponts proposé par Sager & Woerner, le pont en béton a été construit en 1904. La conception extérieure du pont a été réalisée par Theodor Fischer, sa construction par la société Sager & Woerner. Techniquement parlant, le pont des Wittelsbach est une copie du pont de Reichenbach. Il a été envisagé de déplacer l’ancien pont en treillis de fer à Thalkirchen. Ce plan a cependant été abandonné  lorsqu'un pont en bois plat y était prévu. Le pont en treillis de fer a été reconstruit à Sendling près du Brudermühle, comme premier pont de Brudermühl. 

## Données techniques
Quatre arches triangulaires plates en béton d’une longueur de 44 m, 28 m, 27 m et 26 m couvrent la rivière. La plus longue voûte enjambe le lit normal de la rivière, les trois autres couvrent le lit annexe avant les mesures de renaturation. La portée et la forme des arches ont été déterminées par les échafaudages, qui étaient déjà utilisés sur le pont de Reichenbach (exactement la même travée). Ce n'est qu'ainsi que la société Sager & Woerner a pu offrir des ponts gigantesques de manière aussi avantageuse.  

## Statue
La statue équestre montre Otto von Wittelsbach et a été réalisée par le sculpteur Georg Wrba. Le piédestal sur lequel repose la statue fait partie du pilier du pont. Un escalier symétrique mène à un poste d'observation et à un espace situé au-dessous de la chaussée. 

## Autres
Sur la rive droite, sur la Schyrenplatz, se trouve, selon l’inscription, probablement le plus ancien kiosque de Munich. Un autre kiosque, "Isarwahn", se trouve juste en face de l'autre côté de la rue. 
À l'été 2016, un kiosque sur la rive gauche du nord de la rivière a été mis en place pour le tournage d'une "scène de crime" de la série Tatort à l'été 2016. 
Il y a des sans-abri vivant sous le pont, qui s'y sont installés "comme à la maison". À Munich, le pont était et est synonyme de refuge des sans-abri . 
Le 2004 long métrage Wittelsbacher  a été tourné dans ce lieu. Il concerne les sans-abri vivant sous ce pont et a un caractère documentaire. 
Sur le logo du lieu de Munich pour le Championnat d'Europe de football 2020, le pont des Wittelsbach, y compris la statue équestre, est indiqué. Le motif devrait symboliser le rapprochement de l'Europe. 

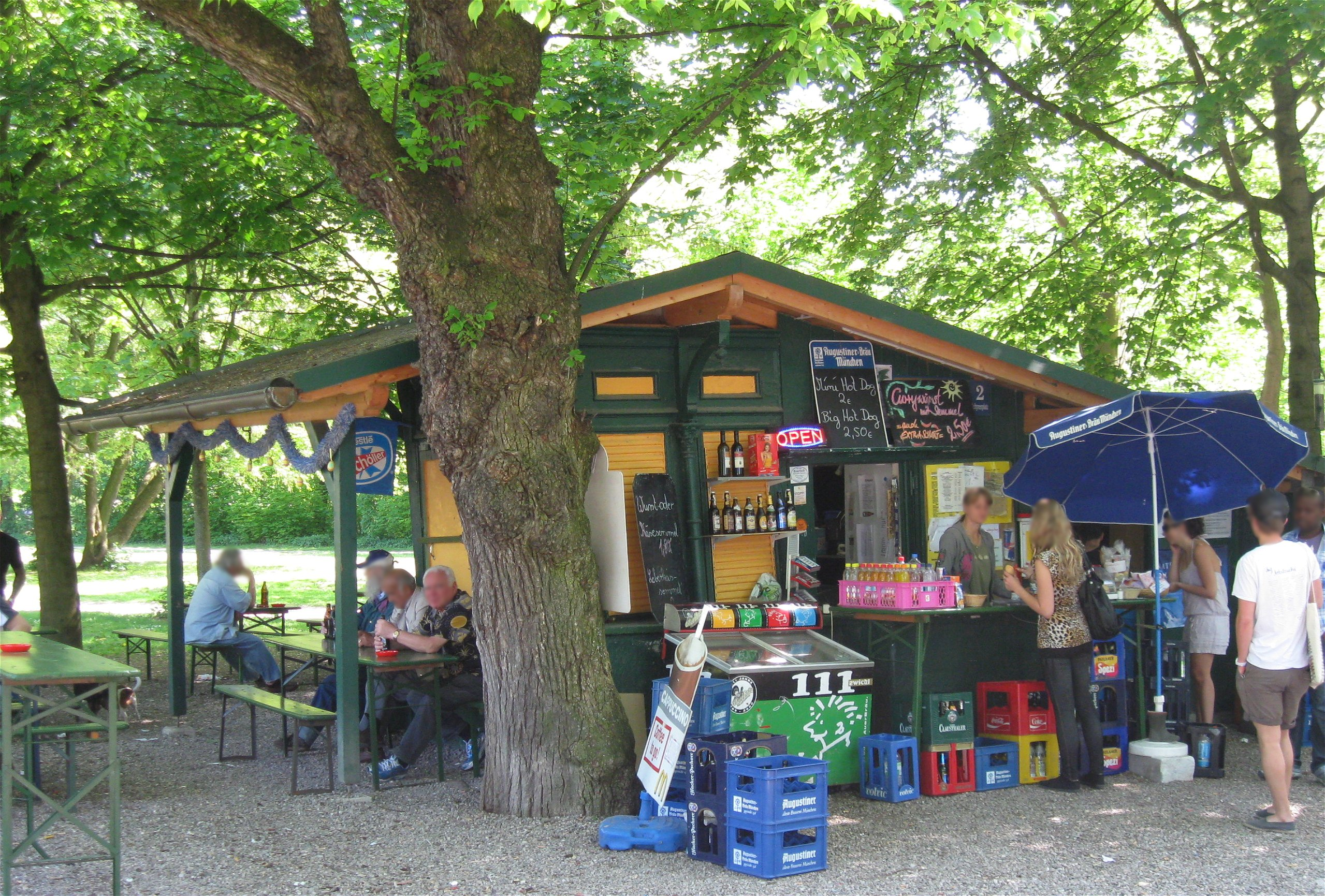
Kiosque sur la Schyrenplatz
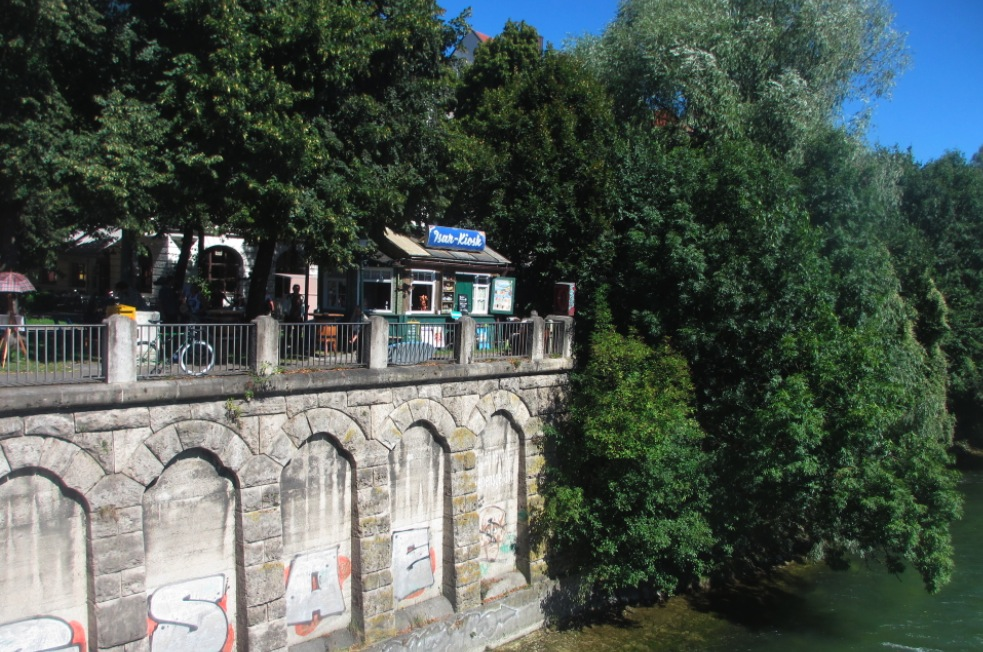
Kiosque pour le tournage de la série Tatort en 2016
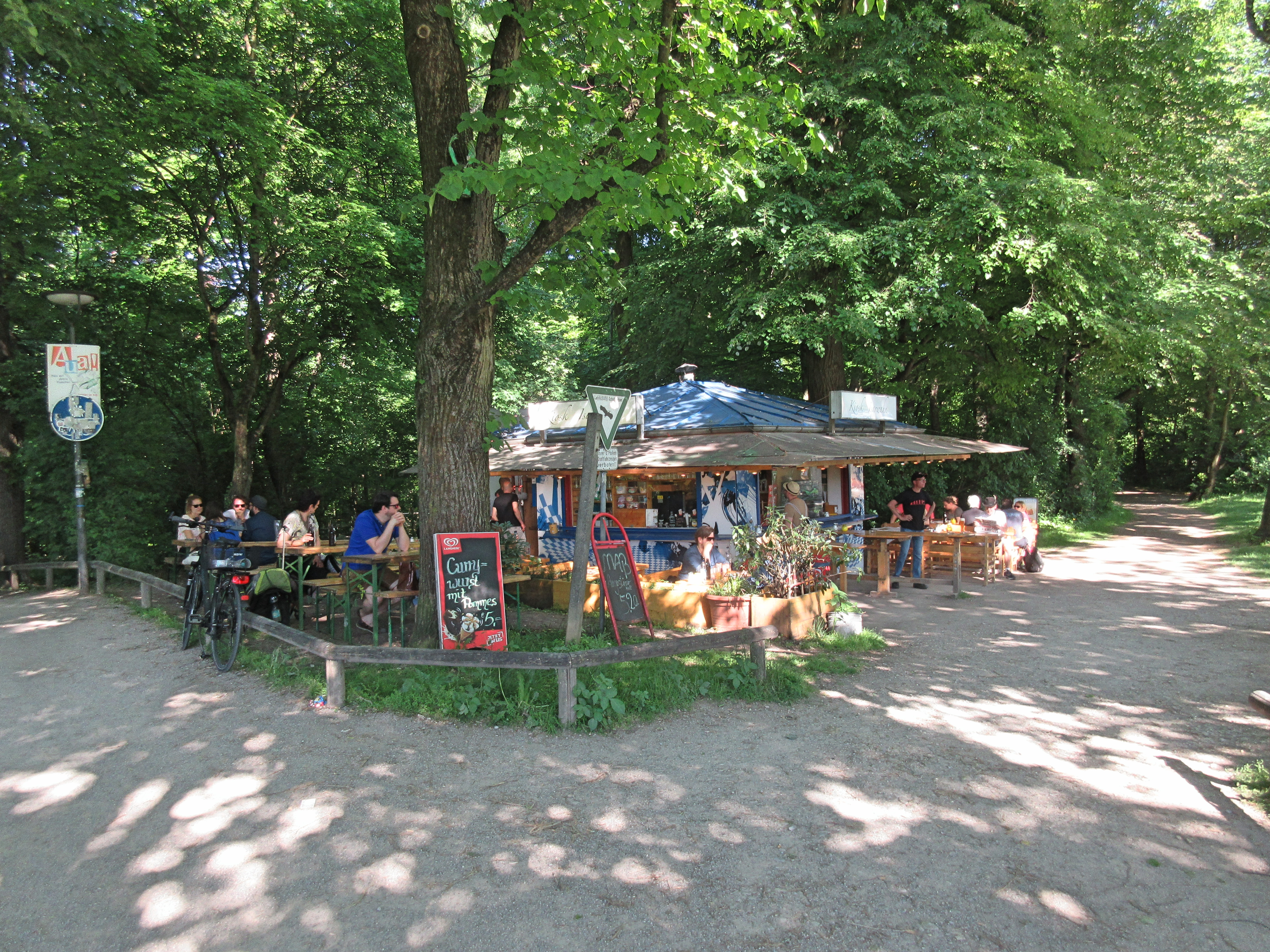
Kiosque "Isarwahn" sur le pont des Wittelsbach

## Liens Web
- Ponts de Munich sur l'Isar - Calendrier 2008